# 东风路站 (郑州市)
东风路站是郑州地铁2号线与8号线的换乘站，位于中华人民共和国河南省郑州市金水区花园路与东风路交叉口处。2号线车站启用于2016年8月19日，8号线车站启用于2024年12月29日。

## 车站结构
东风路站分为2号线车站和8号线车站两部分。2号线车站的主体结构位于花园路地下，沿南北向布置，长188.7米。8号线车站的主体结构位于花园路与东风路交叉口西北角绿化带内，沿东西向布置，外包长243米，标准段宽22.1米。该站设有换乘通道，连接2号线的站厅和8号线站台的东端。

### 车站楼层
东风路站2号线车站的主体结构为地下二层车站，B1层为站厅层，B2层为2号线站台层。8号线车站为半地上一层、地下两层（局部地下一层）车站。B1层为站厅层及出入口，连接站外下沉广场，B2层为8号线站台层。该站2号线站厅层虽标识为B1层，但实际上与8号线的B2层约处在同一深度。

#### 2号线车站楼层
| 1F  | 地面     | A、D、E出入口                                                     | A、D、E出入口                                                     | A、D、E出入口                                                     |
| B1F | 站厅     | B-C出入口、客服中心、商铺、自动售票机、行李检查、闸机、车站控制室 | B-C出入口、客服中心、商铺、自动售票机、行李检查、闸机、车站控制室 | B-C出入口、客服中心、商铺、自动售票机、行李检查、闸机、车站控制室 |
| B1F | 换乘通道 | 付费区连接 █ 8号线站台东端                                        | 付费区连接 █ 8号线站台东端                                        | 付费区连接 █ 8号线站台东端                                        |
| B2F | █ 2号线  | 往贾河方向 （北三环）                                             | 往贾河方向 （北三环）                                             | 往贾河方向 （北三环）                                             |
| B2F | 岛式站台 |                                                                   | 至站厅                                                            | 卫生间                                                            |
| B2F | █ 2号线  | 往南四环/城郊线郑州航空港站方向 （关虎屯）                        | 往南四环/城郊线郑州航空港站方向 （关虎屯）                        | 往南四环/城郊线郑州航空港站方向 （关虎屯）                        |

#### 8号线车站楼层
| B1F | 站厅     | F-I出入口、客服中心、自动售票机、行李检查、闸机、车站控制室 | F-I出入口、客服中心、自动售票机、行李检查、闸机、车站控制室 | F-I出入口、客服中心、自动售票机、行李检查、闸机、车站控制室 |
| B2F | █ 8号线  | 往天健湖方向 （白庙）                                       | 往天健湖方向 （白庙）                                       | 往天健湖方向 （白庙）                                       |
| B2F | 岛式站台 | 卫生间                                                      | 至站厅                                                      | 至 █ 2号线站厅                                              |
| B2F | █ 8号线  | 往鲁庙方向 （枣庄）                                         | 往鲁庙方向 （枣庄）                                         | 往鲁庙方向 （枣庄）                                         |

### 站厅
东风路站的2号线车站和8号线车站各设一座站厅，其中8号线站厅位于东风路北侧与东风渠之间的下沉广场内，2号线站厅位于花园路地下的B1层。两座站厅均设有客服中心、自动售票机、安全检查等设施，并由闸机和栏杆分隔为付费区和非付费区。付费区内均设有自动扶梯、步梯和无障碍电梯，连接对应的站台。
该站2号线站厅的非付费区内设有多家商铺，为郑州地铁和香港铁路有限公司合作进行的商业开发。

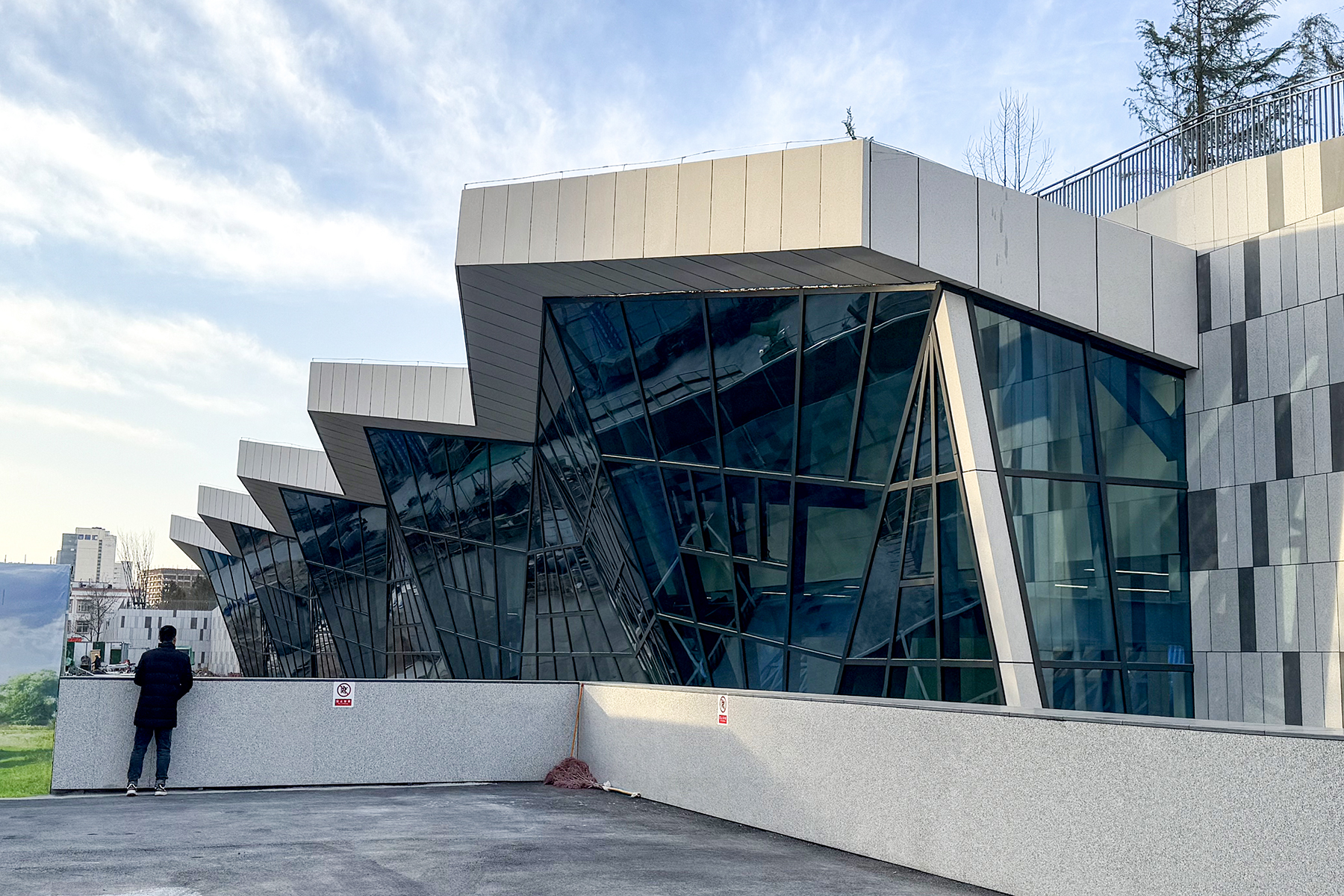
8号线站厅南面外观
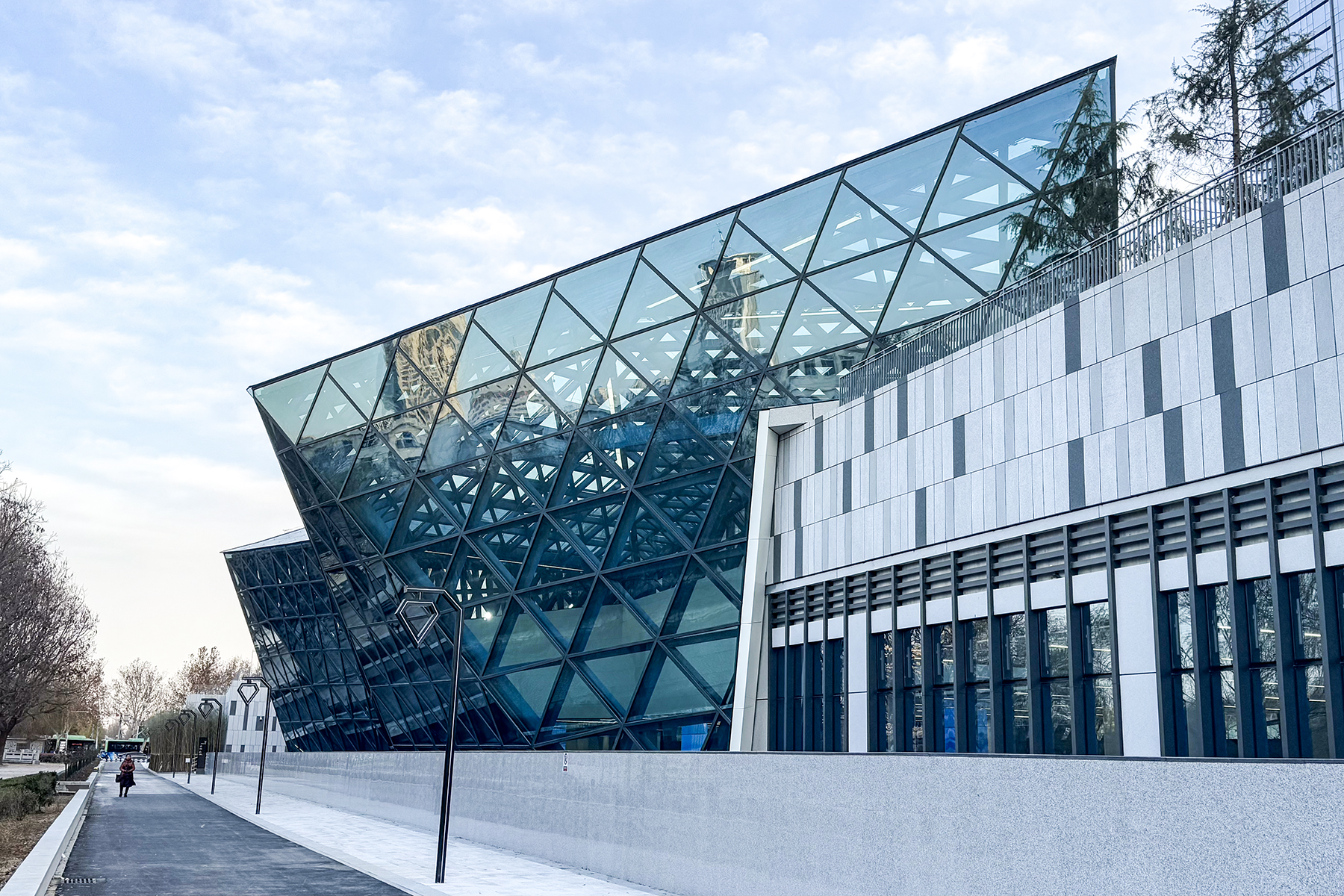
8号线站厅北面外观
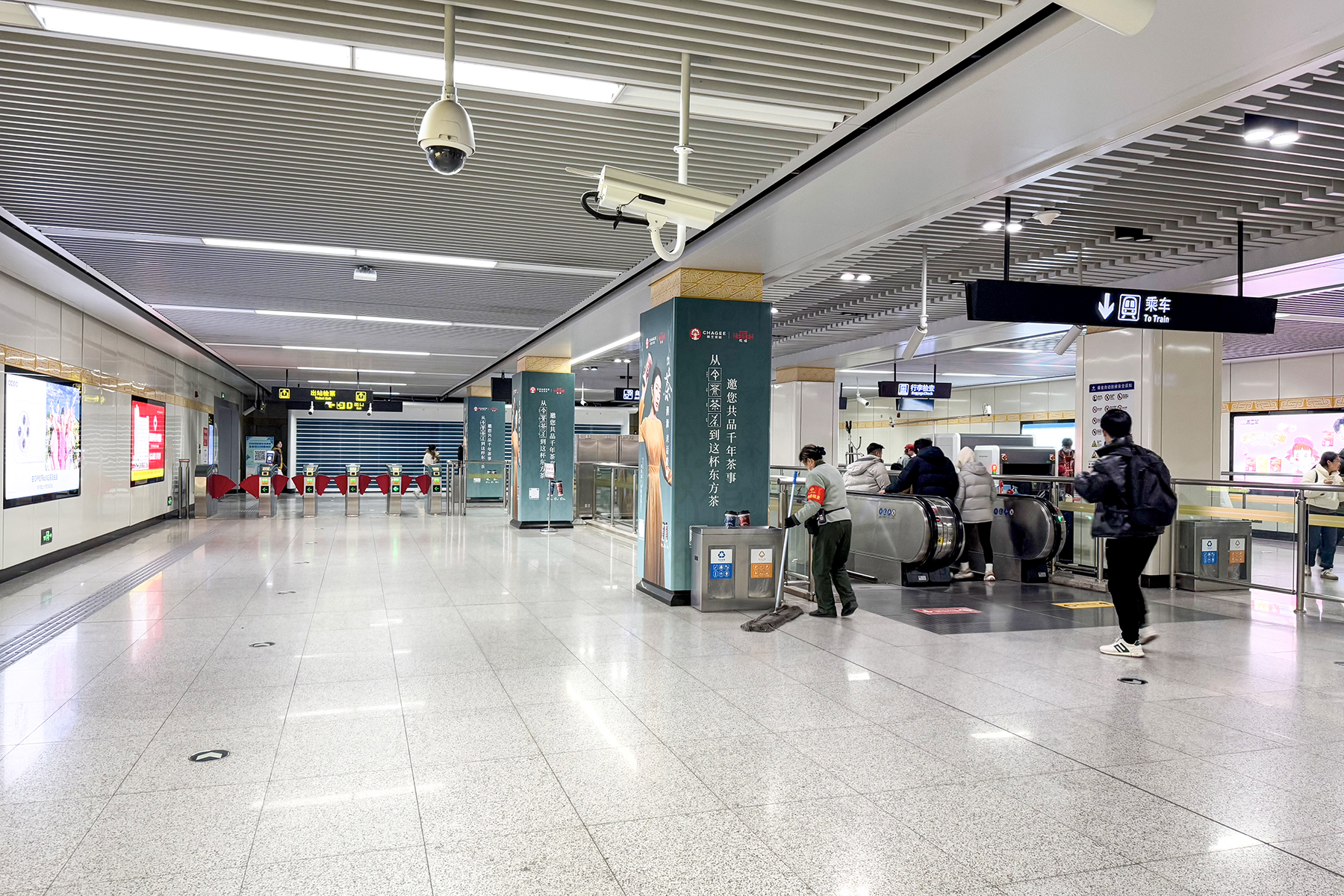
2号线站厅内部
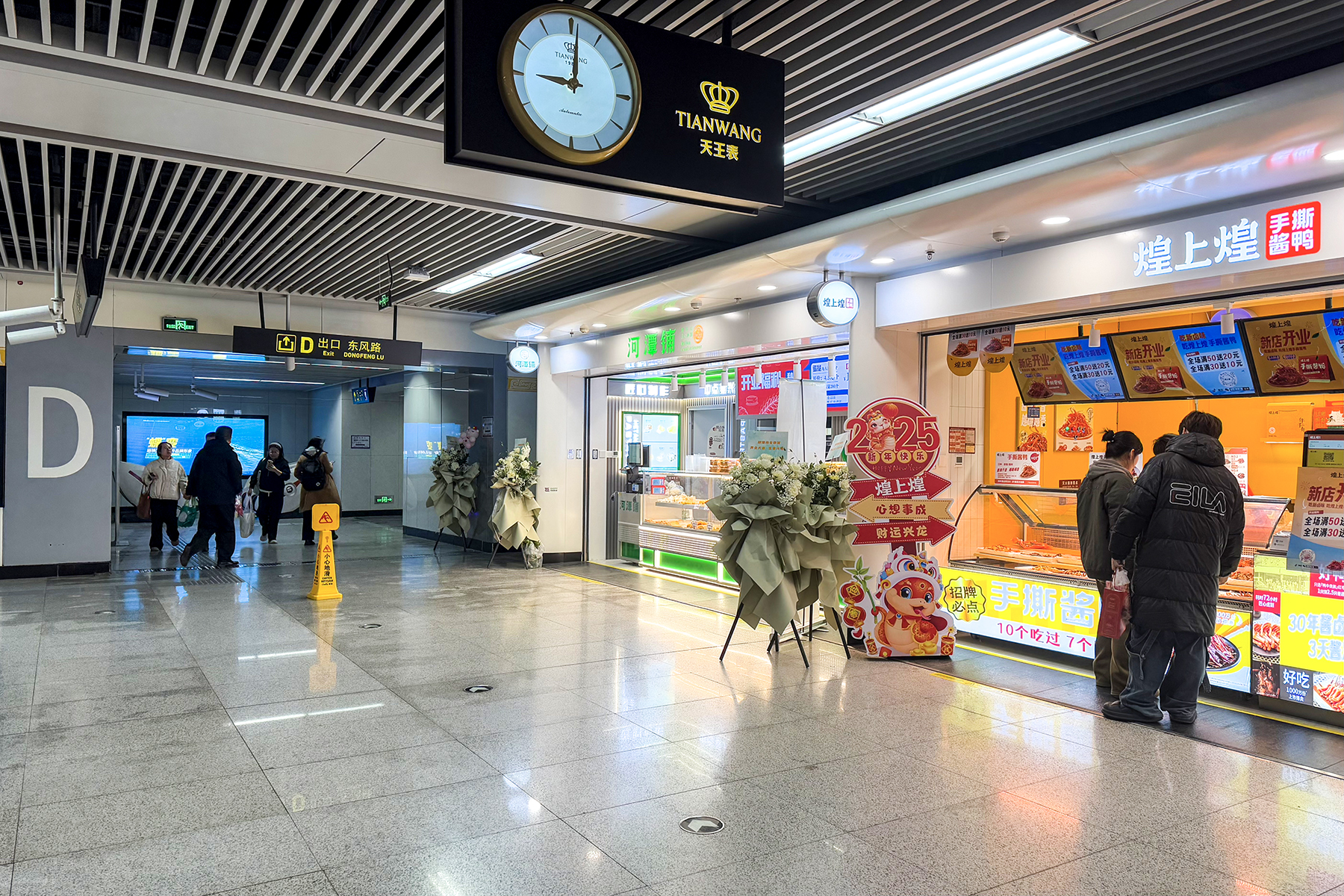
2号线站厅北端的商铺

### 站台
东风路站的2号线和8号线车站各设一座岛式站台，均安装有高站台门。2号线站台呈南北向布置，西侧站台面由往南四环/城郊线郑州航空港站方向列车的使用，东侧站台面由往贾河方向的列车使用，站台南端设有卫生间和母婴室。8号线站台呈东西向，北侧站台面由往天健湖方向列车的使用，南侧站台面由往鲁庙方向的列车使用，站台西端设卫生间和母婴室，站台东端为连接2号线站厅的换乘通道。

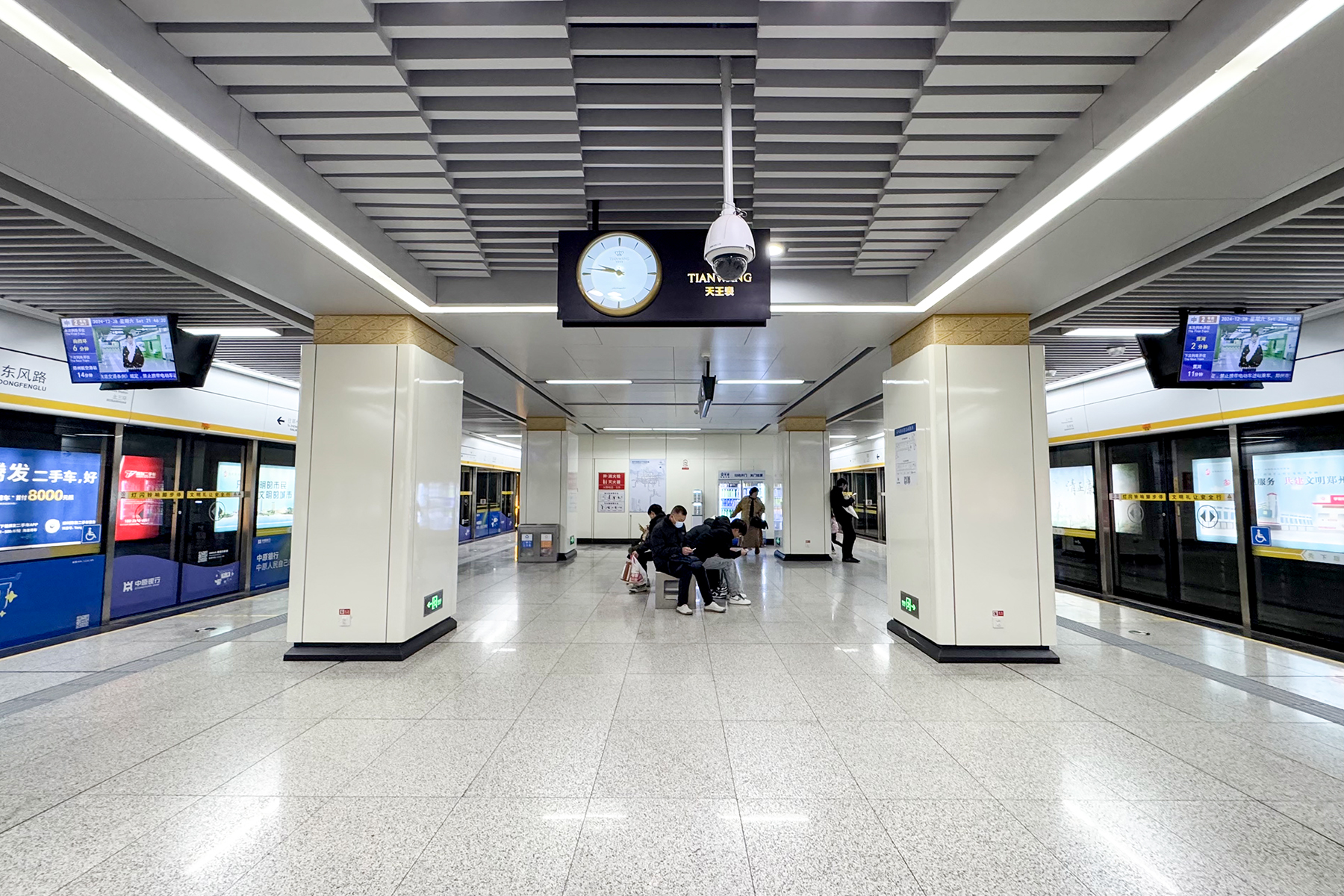
2号线站台
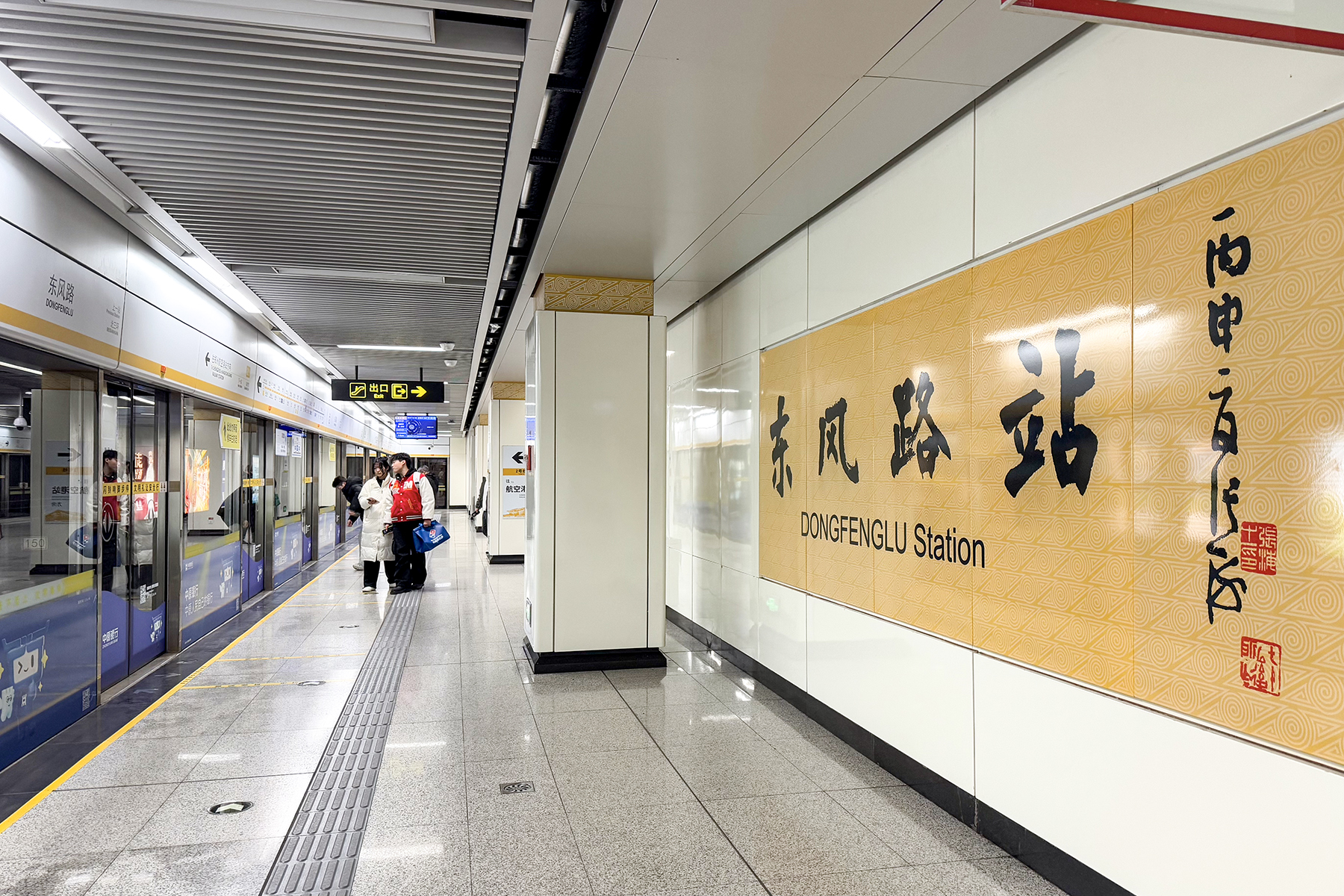
2号线站台上的站名大字壁，由张海题写
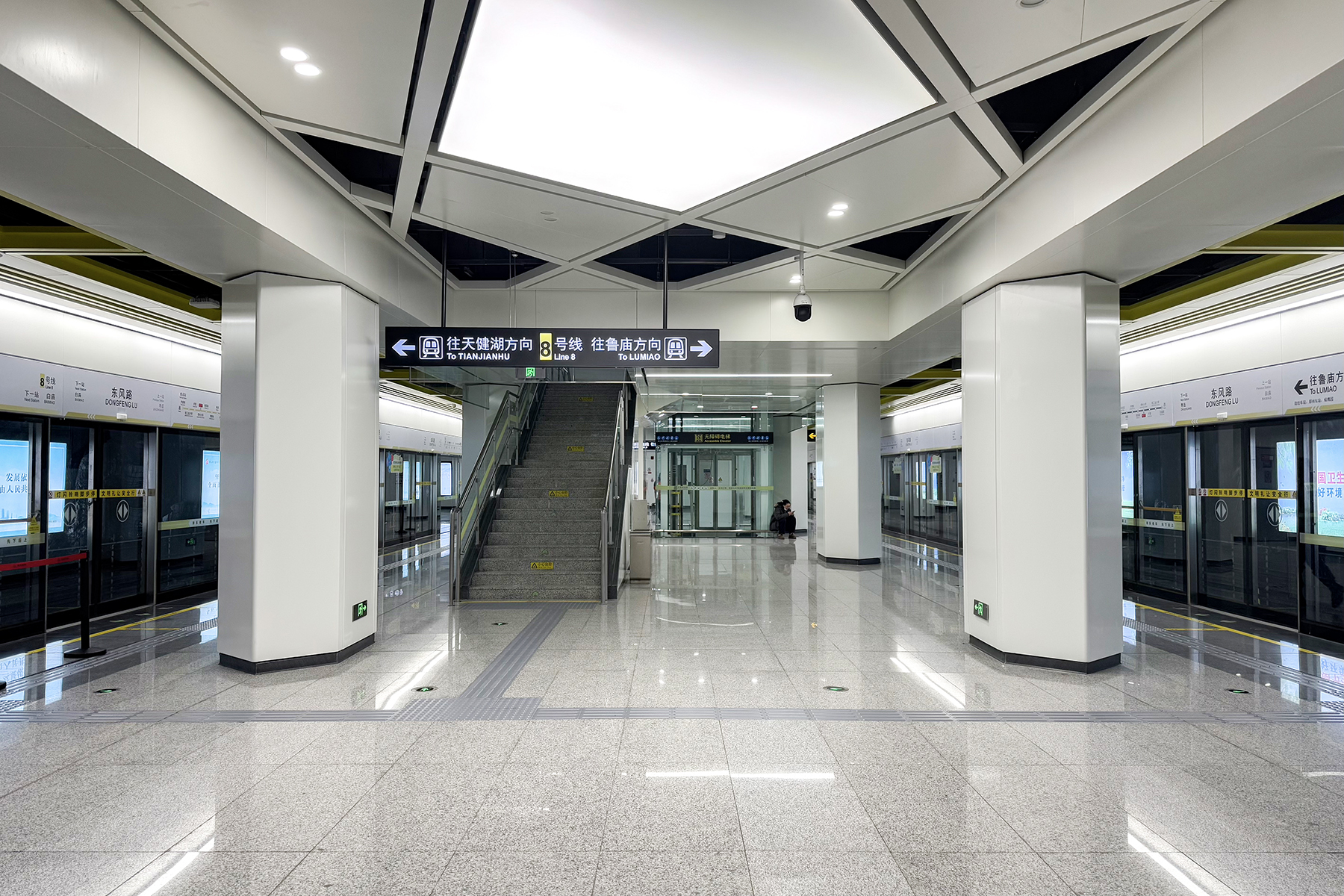
8号线站台
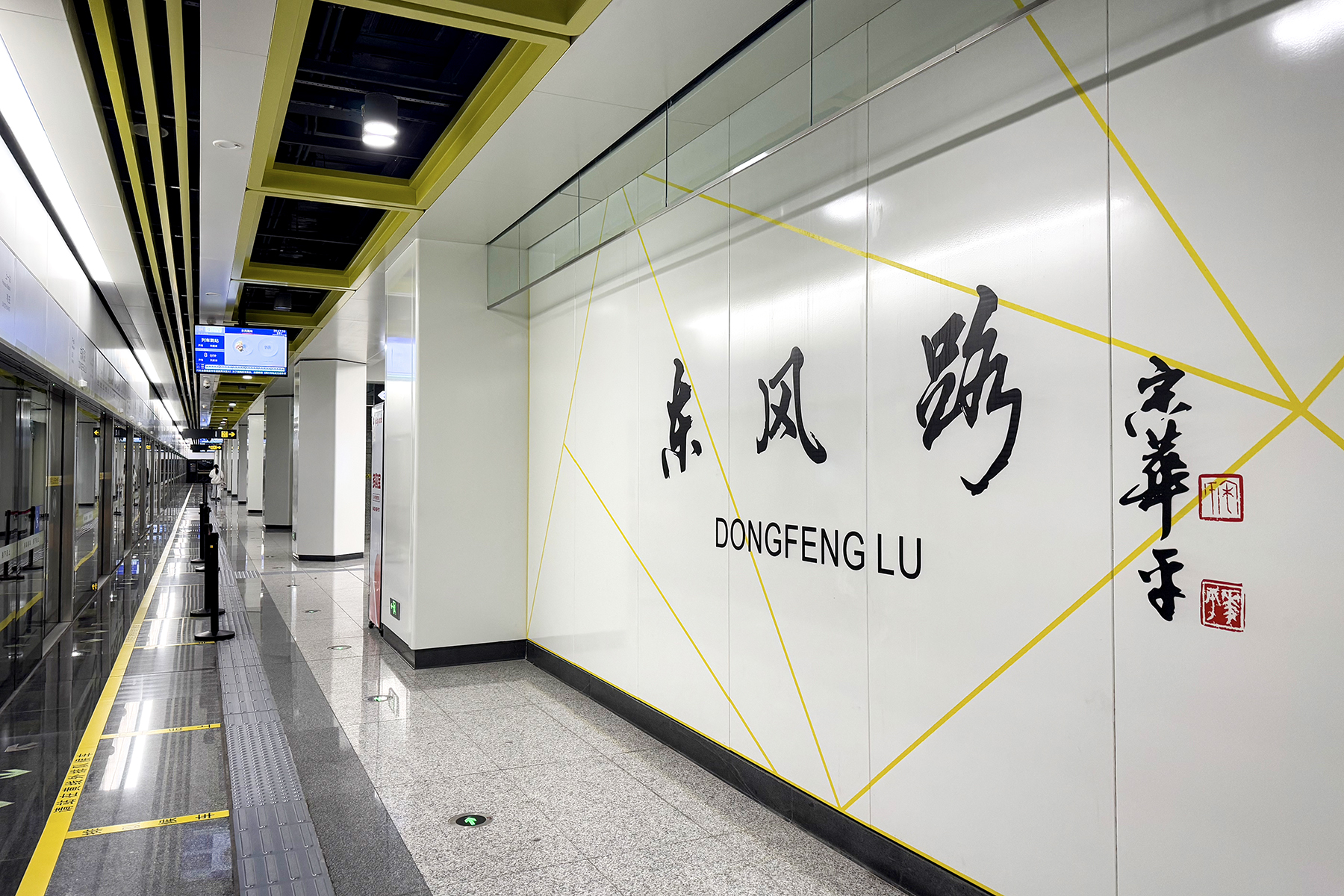
8号线站台上的站名大字壁，由宋华平题写

### 出入口
东风路站共设有9个出入口，均位于花园路与东风路交叉路口的周围，目前启用7个。A-E口连接2号线站厅的非付费区，其中A口位于路口以南的花园路东侧，B口连接万达坊B1层，C口连接正弘城B1层，D口位于路口以西的东风路南侧，E口（未启用）位于路口东南角。F-I口连接8号线站厅的非付费区，均位于路口西北角的8号线站厅两侧，H口和I口位于站厅北侧，F口和G口（未启用）位于站厅南侧。A口和F口设有无障碍电梯。
该站各出入口信息如下表所示。
| 花园路农科路 | 花园路农科路   | 花园路农科路 | 花园路农科路   | 花园路农科路 |
| 编号         | 路线           | 路线         | 路线           | 备注         |
| ------------ | -------------- | ------------ | -------------- | ------------ |
| G2           | 索凌路公交站   | ⇆            | 郑汴路中州大道 |              |
| G9           | 花园口村公交站 | ⇆            | 航海路秦岭路   |              |
| G29          | 郑州海洋馆     | ⇆            | 金水东路公交站 |              |
| 42           | 经南五路公交站 | ⇆            | 北三环文化路   |              |
| G62          | 东赵公交站     | ⇆            | 环翠路公交站   |              |
| B11          | 中州大道黑庄   | ⇆            | 环翠路公交站   |              |
| B32          | 郑州市福利院   | ⇆            | 郑汴路中州大道 | 原72路       |
| Y11          | 花园口村公交站 | ⇆            | 火车站北港湾   | 夜间服务     |

| 花园路农科路 | 花园路农科路   | 花园路农科路 | 花园路农科路   | 花园路农科路 |
| 编号         | 路线           | 路线         | 路线           | 备注         |
| ------------ | -------------- | ------------ | -------------- | ------------ |
| G2           | 索凌路公交站   | ⇆            | 郑汴路中州大道 |              |
| G9           | 花园口村公交站 | ⇆            | 航海路秦岭路   |              |
| G29          | 郑州海洋馆     | ⇆            | 金水东路公交站 |              |
| 42           | 经南五路公交站 | ⇆            | 北三环文化路   |              |
| G62          | 东赵公交站     | ⇆            | 环翠路公交站   |              |
| B11          | 中州大道黑庄   | ⇆            | 环翠路公交站   |              |
| B32          | 郑州市福利院   | ⇆            | 郑汴路中州大道 | 原72路       |
| Y11          | 花园口村公交站 | ⇆            | 火车站北港湾   | 夜间服务     |

| 东风路花园路 | 东风路花园路     | 东风路花园路 | 东风路花园路             | 东风路花园路 |
| 编号         | 路线             | 路线         | 路线                     | 备注         |
| ------------ | ---------------- | ------------ | ------------------------ | ------------ |
| G2           | 索凌路公交站     | ⇆            | 郑汴路中州大道           |              |
| 42           | 经南五路公交站   | ⇆            | 北三环文化路             |              |
| G97          | 沙口路北三环     | ⇆            | 郑州东站                 |              |
| G102         | 伏牛路电器厂     | ⇆            | 中州大道广电南路         | 曾为无轨电车 |
| 209          | 省体育中心       | ⇆            | 中州大道民航路           |              |
| B32          | 郑州市福利院     | ⇆            | 郑汴路中州大道           | 原72路       |
| S102         | 固城新城社区     | ⇆            | 农科路经三路             |              |
| S105         | 广电南路中州大道 | ⇆            | 东风路文博西路（智汇城） |              |

## 车站装饰

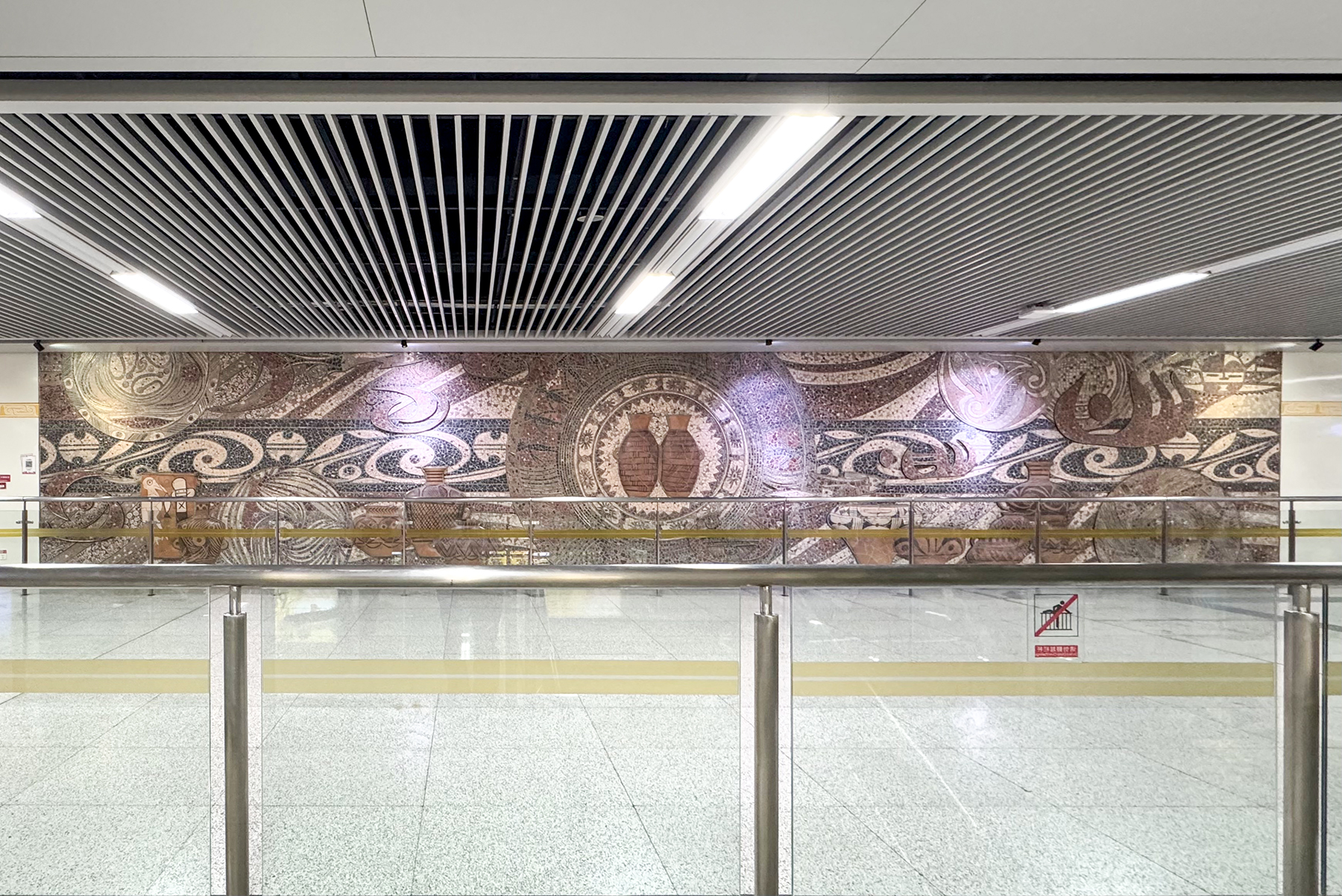
2号线站厅内东侧墙面上的“大河黎明”文化墙

东风路站2号线车站為2號線一期工程6座設有文化牆的車站之一，车站站厅设有陶文化作品“大河黎明”，该作品主题围绕郑州北郊的大河村遗址，作品正中央的双连壶就是1972年大河村仰韶文化遗址房基内出土的，衬底的“大河”用的也是出自大河村的水波纹。整件作品，汇集了大河、仰韶、庙底沟、马家窑、半坡等中国陶文化的代表文物、元素，有马家窑的火焰纹、蛙纹，仰韶的舞蹈人、半坡的人面鱼纹，汝州的鹳鱼石斧等。

## 历史
东风路站的2号线车站于2016年8月19日随郑州地铁2号线开通而启用。
8号线车站由中国水利水电第八工程局承建，主体结构地下部分于2022年1月12日完工，整个主体结构于2023年5月31日封顶，并于2024年12月29日随8号线一期开通运营而启用。
东风路站为郑州地铁商业二次开发的示范站，由郑州地铁和港铁公司合作开发。2025年1月21日，该站2号线站厅内的商铺开始营业。
东风路站在开通初期，因换乘通道尚未完工，不能进行站内换乘。2025年4月25日，换乘通道正式启用，本站实现2号线和8号线之间的站内换乘。